# Sven Erik Kristiansen
Sven Erik Kristiansen (ur. 19 lutego 1967), znany również jako Maniac – norweski muzyk, kompozytor, wokalista, autor tekstów i instrumentalista. Sven Erik Kristiansen znany jest przede wszystkim z wieloletnich występów w blackmetalowej grupie muzycznej Mayhem, w której pełnił funkcję wokalisty oraz autora tekstów. W ramach występów z zespołem posługiwał się pseudonimem Maniac, który został zaczerpnięty z tytułu kompozycji szwajcarskiego zespołu Hellhammer. Wraz z Mayhem uzyskał m.in. nominację do nagrody norweskiego przemysłu fonograficznego - Spellemannprisen.
W 2000 roku uzupełnił skład blackmetalowej supergrupy Wurdulak. Od 2002 roku jest członkiem punkrockowej formacji Bomberos. W 2005 roku powołał zespół pod nazwą Skitliv, w którym gra na gitarze i śpiewa. Od 2008 roku tworzy projekt Sehnsucht prezentujący muzykę z pogranicza gatunków dark ambient i noise. Kristiansen współpracował ponadto z takimi zespołami i muzykami jak: Voluspå, Andrew Liles, Czral, Totenkopf czy Eibon. Wystąpił także gościnnie na płytach takich zespołów jak: Babylon Whores, Fleurety, Gorelord, Hæ?, Necrophagia, Nocturnal Breed oraz Red Harvest.
Żonaty z basistką i wokalistką japońskiego black-doom metalowego zespołu Gallhammer - Eri Isaka pseud. Vivian Slaughter. Kristiansen z nieformalnych związków ma dwójkę dzieci: syna i córkę. W ostatnich latach występów w zespole Mayhem borykał się z uzależnieniem od alkoholu.

## Wybrana dyskografia
- Mayhem - Deathcrush (1987, Deathlike Silence Productions)
- Hæ? - LVT (1997, wydanie własne, gościnnie śpiew)
- Mayhem - Wolf’s Lair Abyss (1997, Misanthropy Records)
- Mayhem - Live in Bischofswerda (1997, Misanthropy Records)
- Necrophagia - Holocausto de la Morte (1998, Red Stream, Inc., gościnnie śpiew)
- Mayhem - Mediolanum Capta Est (1999, Avantgarde Music)
- Fleurety - Department of Apocalyptic Affairs (2000, Supernal Music, gościnnie śpiew)
- Nocturnal Breed - The Tools of the Trade (2000, Holycaust Records, gościnnie śpiew)
- Mayhem - Grand Declaration of War (2000, Season Of Mist)
- Voluspå / Robert X. Patriot – Monism / How To Succeed Against Business (2000, The Ajna Offensive)
- Gorelord - Force Fed On Human Flesh (2001, Baphomet Records, gościnnie śpiew)
- Red Harvest - New World Rage Music (2001, Nocturnal Art Productions, gościnnie śpiew)
- Wurdulak - Ceremony in Flames (2001, Baphomet Records)
- Babylon Whores - Death of the West (2002, Spinefarm Records, gościnnie śpiew)
- Bomberos - Bringing Down the Neighborhood Average (2003, Duplicate Records)
- Mayhem - Chimera (2004, Season Of Mist)
- Bomberos - Hate (2004, Duplicate Records)
- Maniac, Liles, Czral - Det Skjedde Noe Når Du Var I Belgia (2009, Dirter Promotions)
- Skitliv - Skandinavisk Misantropi (2009, Season of Mist)
- Sehnsucht - Wüste (2010, Cold Spring Records)
- Necrophagia - Deathtrip 69 (2011, Season of Mist, gościnnie śpiew)